# Welthunger-Index

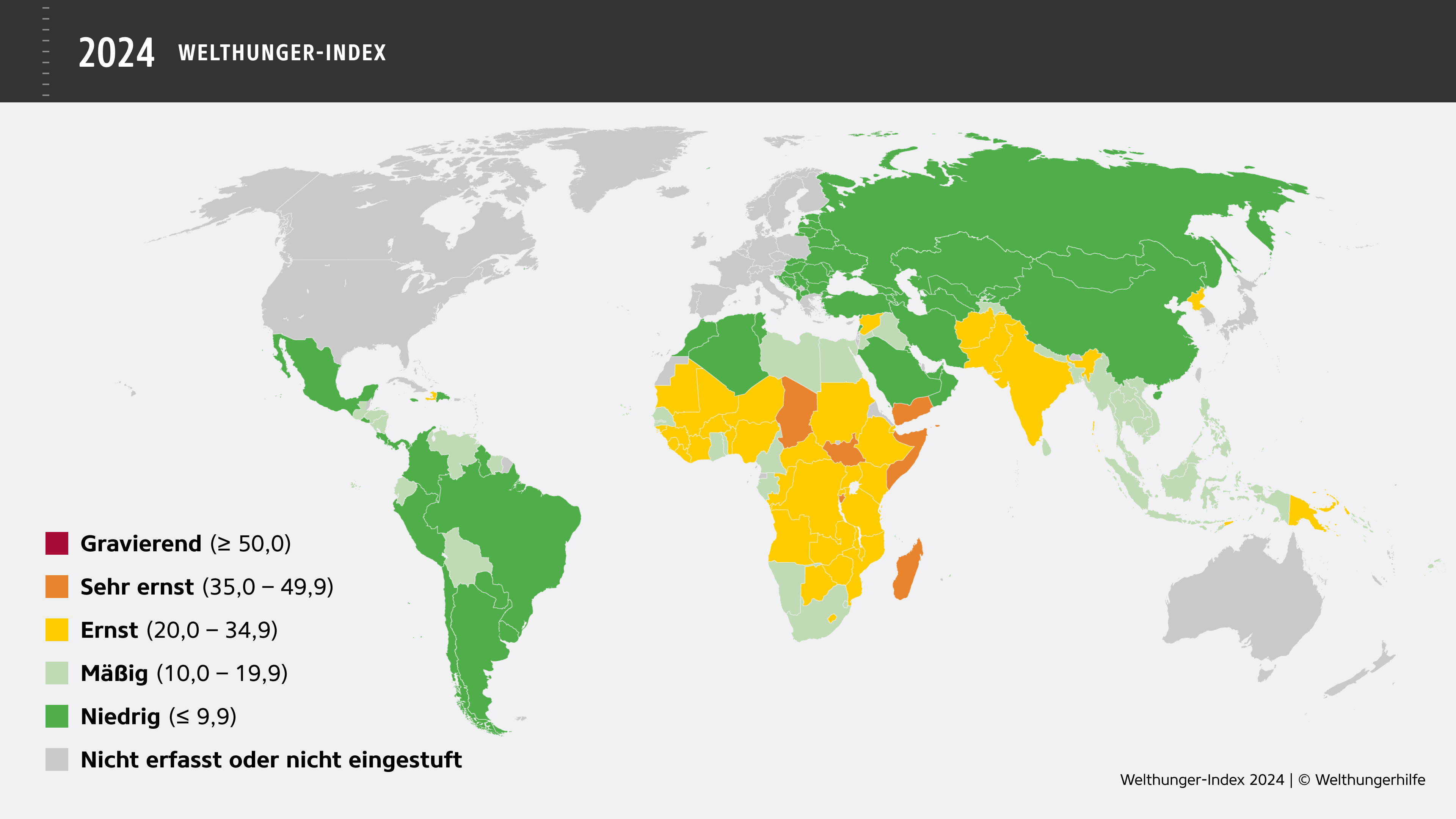
Welthunger-Index 2024 nach Schweregrad

Der Welthunger-Index (WHI) ist ein Instrument, mit dem die Hungersituation auf globaler, regionaler und nationaler Ebene erfasst und verfolgt wird. Der jährlich im Oktober erscheinende Bericht beschreibt die Verbreitung von Hunger und Unterernährung in einzelnen Ländern und misst sowohl Fortschritte als auch Misserfolge im globalen Kampf gegen den Hunger. Anhand der WHI-Werte lässt sich eine Rangfolge von Ländern erstellen. Zudem können aktuelle mit vergangenen Ergebnissen verglichen werden. Eine interaktive Karte ermöglicht es Nutzern, die Daten verschiedener Jahre zu visualisieren und in bestimmte Regionen oder Länder zu zoomen.
Der Index wurde ursprünglich vom Internationalen Forschungsinstitut für Ernährungs- und Entwicklungspolitik (IFPRI) in Zusammenarbeit mit der Welthungerhilfe, einer deutschen Hilfsorganisation, entwickelt und 2006 das erste Mal veröffentlicht. Im Jahr 2007 schloss sich die irische Nichtregierungsorganisation (NGO) Concern Worldwide als Mitherausgeber an. IFPRI übergab 2018 das Projekt an seine langjährigen Partner Welthungerhilfe und Concern Worldwide, die den WHI seitdem als gemeinsames Projekt fortführen. Im Jahr 2024 trat das Institut für Friedenssicherungsrecht und humanitäres Volkerrecht (IFHV) dem Projekt als akademischer Partner bei.
Der Bericht 2024 befasst sich mit der Geschlechtergerechtigkeit und ihrer Rolle für die Klimaresilienz und die Nahrungsmittel- und Ernährungssicherheit. Geschlechterungleichheit, Hunger und Klimawandel treffen in einer Weise aufeinander, die Haushalte, Gemeinschaften und Länder unter extremen Druck setzt. Frauen und Mädchen sind von Ernährungs- und Klimakrisen oft am stärksten betroffen. Der Einsatz für Geschlechtergerechtigkeit bedeutet, die unterschiedlichen Bedürfnisse, Anfälligkeiten und Möglichkeiten der Menschen anzuerkennen, Ressourcen und Arbeit gerecht zu verteilen und die Beteiligung und Vertretung von Frauen in Entscheidungsprozessen sicherzustellen.
Im Jahr 2008 wurde neben dem jährlichen WHI zusätzlich der Hunger-Index für Indien (ISHI) herausgegeben. Für Äthiopien erschien 2009 ein subnationaler Hunger-Index.
In den vergangenen Jahren wurden folgende Themen fokussiert:
- 2010: Die Chance der ersten 1.000 Tage
- 2011: Wie steigende und schwankende Nahrungsmittelpreise den Hunger verschärfen
- 2012: Ernährung sichern, wenn Land, Wasser und Energie knapp werden
- 2013: Widerstandsfähigkeit stärken, Ernährung sichern
- 2014: Herausforderung verborgener Hunger
- 2015: Hunger und bewaffnete Konflikte
- 2016: Die Verpflichtung, den Hunger zu beenden
- 2017: Wie Ungleichheit Hunger schafft
- 2018: Flucht, Vertreibung und Hunger
- 2019: Wie der Klimawandel den Hunger verschärft
- 2020: Kein Hunger bis 2030: Gesundheit und nachhaltige Ernährungssysteme zusammen denken
- 2021: Hunger und Konflikte: Ernährungssysteme ändern, Frieden fördern
- 2022: Transformation der Ernährungssysteme und lokale Governance
- 2023: Jugend als treibende Kraft für nachhaltige Ernährungssysteme
- 2024: Mit Gendergerechtigkeit zu mehr Klimaresilienz und Zero Hunger

## Berechnung des Index
Der WHI-Wert eines jeden Landes wird auf der Grundlage einer Formel berechnet, die vier Indikatoren kombiniert, die zusammen den multidimensionalen Charakter des Hungers erfassen:
1. Unterernährung: der Anteil der Bevölkerung, dessen Bedarf an Nahrungsenergie nicht gedeckt ist;
2. Wachstumsverzögerung bei Kindern: der Anteil von Kindern unter fünf Jahren mit einer zu geringen Größe in Bezug auf das jeweilige Alter, ein Beleg für chronische Unterernährung;
3. Auszehrung bei Kindern: der Anteil von Kindern unter fünf Jahren mit einem zu niedrigen Gewicht in Bezug auf die jeweilige Größe, ein Beleg für akute Unterernährung; und
4. Kindersterblichkeit: der Anteil der Kinder, die vor ihrem fünften Geburtstag sterben, was zum Teil das fatale Zusammenwirken von mangelnder Nährstoffversorgung und einem ungesunden Umfeld widerspiegelt.
Basierend auf den Werten der vier Indikatoren bildet der WHI-Wert auf einer 100-Punkte-Skala die jeweilige Hungerlage ab, auf der 0 der beste Wert (kein Hunger) und 100 der schlechteste Wert ist 3. Der WHI-Wert jedes Landes wird je nach Schweregrad von niedrig bis gravierend eingestuft.
Die für die Berechnung der WHI-Werte verwendeten Daten stammen von verschiedenen Organisationen der Vereinten Nationen (UN-Ernährungs- und Landwirtschaftsorganisation, Weltgesundheitsorganisation, UNICEF und Interagency Group for Child Mortality Estimation), der Weltbank sowie aus demografischen Erhebungen und Gesundheitserhebungen.
Für den WHI-Bericht 2024 wurden Daten für 136 Länder ausgewertet. Für 127 davon waren ausreichend Daten vorhanden, um WHI-Werte für 2024 zu berechnen und sie im Ranking zu platzieren (zum Vergleich: Die Datenverfügbarkeit ermöglichte im Bericht 2021 die Einstufung von 116 Ländern). Für 9 Länder konnten aufgrund unvollständiger Daten keine individuellen WHI-Werte berechnen und keine Ränge bestimmt werden. Wo möglich, wurden diese Länder vorläufig in die Kategorien der WHI-Schweregradskala eingestuft: vier Länder fallen dabei in die Kategorie ernst und vier in die Kategorie sehr ernst. Für sechs Länder konnte keine vorläufige Einstufung vorgenommen werden.
Die WHI-Werte sind nur innerhalb des jeweiligen Jahresberichts vergleichbar, nicht aber zwischen den Berichten verschiedener Jahre. Um die Fortschritte eines Landes oder einer Region im Laufe der Zeit verfolgen zu können, enthält dieser Bericht WHI-Werte für 2000, 2008 und 2016, die mit den WHI-Werten für 2024 verglichen werden können.
Legende
| Kategorie                              | Wert        |
| -------------------------------------- | ----------- |
| Länder mit einem gravierenden WHI-Wert | ≥ 50        |
| Länder mit einem sehr ernsten WHI-Wert | 35,0 – 49,9 |
| Länder mit einem ernsten WHI-Wert      | 20,0 – 34,9 |
| Länder mit einem mäßigen WHI-Wert      | 10,0 – 19,9 |
| Länder mit einem niedrigen WHI-Wert    | ≤ 9,9       |

Rangfolge
| Rang1                                                                           | Land                         | 2000 | 2008 | 2016 | 2024     |
| ------------------------------------------------------------------------------- | ---------------------------- | ---- | ---- | ---- | -------- |
| Länder mit einem WHI-Wert 2024 unter 5,0 belegen gemeinsam die Ränge 1 bis 22.2 | Belarus                      | ≤5   | ≤5   | ≤5   | ≤5       |
| Länder mit einem WHI-Wert 2024 unter 5,0 belegen gemeinsam die Ränge 1 bis 22.2 | Bosnien und Herzegowina      | 9.4  | 6.4  | ≤5   | ≤5       |
| Länder mit einem WHI-Wert 2024 unter 5,0 belegen gemeinsam die Ränge 1 bis 22.2 | Chile                        | ≤5   | ≤5   | ≤5   | ≤5       |
| Länder mit einem WHI-Wert 2024 unter 5,0 belegen gemeinsam die Ränge 1 bis 22.2 | Volksrepublik China          | 13.4 | 7.2  | ≤5   | ≤5       |
| Länder mit einem WHI-Wert 2024 unter 5,0 belegen gemeinsam die Ränge 1 bis 22.2 | Costa Rica                   | 6.6  | ≤5   | ≤5   | ≤5       |
| Länder mit einem WHI-Wert 2024 unter 5,0 belegen gemeinsam die Ränge 1 bis 22.2 | Kroatien                     | 5.5  | ≤5   | ≤5   | ≤5       |
| Länder mit einem WHI-Wert 2024 unter 5,0 belegen gemeinsam die Ränge 1 bis 22.2 | Estland                      | ≤5   | ≤5   | ≤5   | ≤5       |
| Länder mit einem WHI-Wert 2024 unter 5,0 belegen gemeinsam die Ränge 1 bis 22.2 | Georgien                     | 12.0 | 6.6  | 5.4  | ≤5       |
| Länder mit einem WHI-Wert 2024 unter 5,0 belegen gemeinsam die Ränge 1 bis 22.2 | Ungarn                       | ≤5   | ≤5   | ≤5   | ≤5       |
| Länder mit einem WHI-Wert 2024 unter 5,0 belegen gemeinsam die Ränge 1 bis 22.2 | Kuwait                       | ≤5   | ≤5   | ≤5   | ≤5       |
| Länder mit einem WHI-Wert 2024 unter 5,0 belegen gemeinsam die Ränge 1 bis 22.2 | Lettland                     | 5.6  | ≤5   | ≤5   | ≤5       |
| Länder mit einem WHI-Wert 2024 unter 5,0 belegen gemeinsam die Ränge 1 bis 22.2 | Litauen                      | 5.4  | ≤5   | ≤5   | ≤5       |
| Länder mit einem WHI-Wert 2024 unter 5,0 belegen gemeinsam die Ränge 1 bis 22.2 | Montenegro                   | –    | 5.7  | ≤5   | ≤5       |
| Länder mit einem WHI-Wert 2024 unter 5,0 belegen gemeinsam die Ränge 1 bis 22.2 | Nordmazedonien               | 7.5  | 7.2  | ≤5   | ≤5       |
| Länder mit einem WHI-Wert 2024 unter 5,0 belegen gemeinsam die Ränge 1 bis 22.2 | Rumänien                     | 7.5  | 5.3  | 5.1  | ≤5       |
| Länder mit einem WHI-Wert 2024 unter 5,0 belegen gemeinsam die Ränge 1 bis 22.2 | Russland                     | 10.4 | 5.9  | 5.4  | ≤5       |
| Länder mit einem WHI-Wert 2024 unter 5,0 belegen gemeinsam die Ränge 1 bis 22.2 | Serbien                      | –    | 5.9  | ≤5   | ≤5       |
| Länder mit einem WHI-Wert 2024 unter 5,0 belegen gemeinsam die Ränge 1 bis 22.2 | Slowakei                     | 6.0  | ≤5   | ≤5   | ≤5       |
| Länder mit einem WHI-Wert 2024 unter 5,0 belegen gemeinsam die Ränge 1 bis 22.2 | Türkei                       | 11.4 | 6.5  | 5.4  | ≤5       |
| Länder mit einem WHI-Wert 2024 unter 5,0 belegen gemeinsam die Ränge 1 bis 22.2 | Vereinigte Arabische Emirate | 5.1  | 6.3  | ≤5   | ≤5       |
| Länder mit einem WHI-Wert 2024 unter 5,0 belegen gemeinsam die Ränge 1 bis 22.2 | Uruguay                      | 7.6  | 5.3  | ≤5   | ≤5       |
| Länder mit einem WHI-Wert 2024 unter 5,0 belegen gemeinsam die Ränge 1 bis 22.2 | Usbekistan                   | 24.3 | 13.2 | 5.9  | ≤5       |
| 23                                                                              | Armenien                     | 19.2 | 11.7 | 6.4  | 5.1      |
| 23                                                                              | Bulgarien                    | 8.9  | 7.8  | 7.5  | 5.1      |
| 25                                                                              | Kasachstan                   | 11.2 | 11.1 | 5.6  | 5.3      |
| 26                                                                              | Moldau                       | 17.6 | 14.7 | 6.1  | 5.6      |
| 26                                                                              | Mongolei                     | 29.7 | 16.7 | 7.5  | 5.6      |
| 28                                                                              | Kolumbien                    | 10.8 | 10.1 | 7.2  | 5.7      |
| 29                                                                              | Tunesien                     | 10.1 | 7.4  | 6.1  | 5.9      |
| 30                                                                              | Paraguay                     | 11.5 | 7.5  | 5.0  | 5.9      |
| 31                                                                              | Mexiko                       | 10.1 | 9.7  | 6.6  | 6.1      |
| 32                                                                              | Aserbaidschan                | 25.0 | 15.0 | 8.1  | 6.2      |
| 33                                                                              | Argentinien                  | 6.6  | 5.4  | 5.2  | 6.6      |
| 33                                                                              | Brasilien                    | 11.7 | 6.7  | 5.5  | 6.6      |
| 35                                                                              | Algerien                     | 14.5 | 11.0 | 8.5  | 6.7      |
| 36                                                                              | Kirgisistan                  | 17.2 | 12.9 | 8.6  | 6.8      |
| 37                                                                              | Saudi-Arabien                | 12.7 | 10.8 | 9.4  | 6.9      |
| 38                                                                              | Iran                         | 13.7 | 9.1  | 8.0  | 7.4      |
| 38                                                                              | Peru                         | 21.1 | 13.7 | 7.6  | 7.4      |
| 40                                                                              | Jamaika                      | 8.4  | 8.5  | 9.0  | 7.7      |
| 41                                                                              | Dominikanische Republik      | 15.0 | 13.8 | 8.3  | 7.8      |
| 42                                                                              | Albanien                     | 16.0 | 15.5 | 6.2  | 7.9      |
| 43                                                                              | El Salvador                  | 14.5 | 11.7 | 9.4  | 8.0      |
| 43                                                                              | Panama                       | 18.7 | 12.7 | 8.1  | 8.0      |
| 45                                                                              | Libanon                      | 10.2 | 9.1  | 7.5  | 8.1      |
| 46                                                                              | Ukraine                      | 13.0 | 6.9  | 7.2  | 8.6      |
| 47                                                                              | Guyana                       | 17.0 | 14.9 | 10.7 | 9.1      |
| 48                                                                              | Kap Verde                    | 14.7 | 11.7 | 11.3 | 9.2      |
| 48                                                                              | Marokko                      | 15.5 | 11.7 | 8.7  | 9.2      |
| 50                                                                              | Turkmenistan                 | 20.2 | 14.4 | 10.5 | 9.5      |
| 51                                                                              | Oman                         | 15.2 | 11.5 | 11.9 | 9.9      |
| 52                                                                              | Thailand                     | 18.9 | 12.2 | 9.5  | 10.1     |
| 53                                                                              | Fidschi                      | 9.6  | 8.8  | 10.6 | 10.2     |
| 54                                                                              | Trinidad und Tobago          | 10.8 | 10.6 | 8.6  | 10.8     |
| 55                                                                              | Suriname                     | 14.8 | 10.6 | 11.0 | 10.9     |
| 56                                                                              | Sri Lanka                    | 21.7 | 17.6 | 15.0 | 11.3     |
| 56                                                                              | Vietnam                      | 26.1 | 20.1 | 14.4 | 11.3     |
| 58                                                                              | Ecuador                      | 19.3 | 17.8 | 11.8 | 11.6     |
| 59                                                                              | Jordanien                    | 10.5 | 7.5  | 7.8  | 12.0     |
| 60                                                                              | Südafrika                    | 18.0 | 16.9 | 14.0 | 12.5     |
| 61                                                                              | Malaysia                     | 15.4 | 13.7 | 13.4 | 12.7     |
| 62                                                                              | Mauritius                    | 15.4 | 13.9 | 13.4 | 12.8     |
| 63                                                                              | Ägypten                      | 16.1 | 16.8 | 15.4 | 13.2     |
| 64                                                                              | Nicaragua                    | 21.7 | 17.1 | 14.0 | 13.6     |
| 65                                                                              | Tadschikistan                | 39.9 | 28.1 | 16.0 | 13.7     |
| 66                                                                              | Ghana                        | 28.5 | 22.2 | 16.7 | 13.9     |
| 67                                                                              | Philippinen                  | 24.9 | 18.9 | 17.9 | 14.4     |
| 68                                                                              | Kambodscha                   | 41.3 | 24.9 | 18.9 | 14.7     |
| 68                                                                              | Nepal                        | 37.1 | 29.2 | 21.2 | 14.7     |
| 70                                                                              | Irak*                        | 22.9 | 19.8 | 14.3 | 14.9     |
| 71                                                                              | Venezuela                    | 14.3 | 8.7  | 14.4 | 15.1     |
| 72                                                                              | Senegal                      | 19.7 | 18.6 | 11.7 | 15.2     |
| 73                                                                              | Honduras                     | 39.9 | 29.4 | 17.9 | 15.6     |
| 74                                                                              | Eswatini                     | 34.2 | 22.8 | 17.6 | 15.6     |
| 74                                                                              | Myanmar                      | 24.7 | 22.9 | 18.4 | 16.3     |
| 76                                                                              | Bolivien                     | 33.4 | 35.8 | 22.7 | 16.8     |
| 77                                                                              | Indonesien                   | 41.1 | 26.1 | 20.1 | 17.1     |
| 78                                                                              | Gabun                        | 20.9 | 20.3 | 16.5 | 17.2     |
| 79                                                                              | Kamerun                      | 26.1 | 29.1 | 22.2 | 17.9     |
| 80                                                                              | Togo                         | 25.4 | 26.8 | 22.9 | 18.7     |
| 79                                                                              | Guatemala                    | 28.4 | 24.1 | 21.7 | 18.8     |
| 81                                                                              | Kamerun                      | 35.8 | 29.9 | 21.4 | 18.9     |
| 81                                                                              | Guatemala                    | 37.0 | 30.0 | 21.2 | 19.1     |
| 83                                                                              | Libyen                       | 44.2 | 31.4 | 22.5 | 19.2     |
| 84                                                                              | Bangladesch                  | 20.1 | 18.1 | 22.3 | 19.4     |
| 84                                                                              | Salomonen                    | 33.9 | 31.3 | 26.3 | 19.6     |
| 86                                                                              | Namibia                      | 14.6 | 10.1 | 8.1  | 19.9     |
| 87                                                                              | Laos                         | 27.7 | 25.8 | 20.5 | 20.0     |
| 88                                                                              | Gambia                       | 29.0 | 26.5 | 22.2 | 20.7     |
| 89                                                                              | Elfenbeinküste               | 43.3 | 32.5 | 24.1 | 20.7     |
| 90                                                                              | Botswana                     | 31.8 | 28.3 | 26.3 | 20.7     |
| 91                                                                              | Mauretanien                  | 44.3 | 35.8 | 27.4 | 21.5     |
| 92                                                                              | Dschibuti                    | 33.8 | 26.9 | 23.2 | 21.7     |
| 93                                                                              | Malawi                       | 39.3 | 30.2 | 26.1 | 22.8     |
| 94                                                                              | Tansania                     | 41.7 | 35.7 | 26.1 | 23.2     |
| 95                                                                              | Guinea                       | 36.6 | 31.1 | 21.6 | 23.2     |
| 96                                                                              | Republik Kongo               | 40.8 | 30.9 | 25.5 | 23.6     |
| 96                                                                              | Mali                         | 44.9 | 34.5 | 26.5 | 24.5     |
| 98                                                                              | Burkina Faso                 | 39.5 | 29.6 | 27.5 | 24.9     |
| 99                                                                              | Benin                        | 64.9 | 44.7 | 26.2 | 25.9     |
| 100                                                                             | Kenia                        | 36.8 | 32.1 | 29.6 | 26.1     |
| 101                                                                             | Ruanda                       | 33.6 | 29.9 | 29.0 | 26.5     |
| 102                                                                             | Äthiopien                    | 39.5 | 31.7 | 29.1 | 26.9     |
| 103                                                                             | Angola                       | 49.9 | 35.9 | 29.5 | 27.2     |
| 104                                                                             | Osttimor                     | 40.4 | 32.1 | 28.4 | 27.3     |
| 105                                                                             | Indien                       | 53.6 | 42.6 | 27.4 | 27.6     |
| 105                                                                             | Uganda                       | 34.7 | 33.7 | 25.3 | 28.1     |
| 107                                                                             | Mosambik                     | –    | –    | 29.3 | 28.8     |
| 108                                                                             | Sambia                       | 38.8 | 36.3 | 28.2 | 29.1     |
| 109                                                                             | Pakistan                     | 53.3 | 46.0 | 35.2 | 29.3     |
| 110                                                                             | Nigeria                      | 50.3 | 38.7 | 30.6 | 29.9     |
| 110                                                                             | Papua-Neuguinea              | –    | 45.5 | 33.3 | 30.6     |
| 110                                                                             | Sudan                        | 37.7 | 31.0 | 30.2 | 30.8     |
| 113                                                                             | Syrien                       | 57,5 | 51.1 | 33.1 | 31.5     |
| 114                                                                             | Guinea-Bissau                | 32.7 | 29.1 | 29.3 | 32.4     |
| 115                                                                             | Sambia                       | 48.2 | 39.0 | 34.8 | 32.4     |
| 116                                                                             | Afghanistan                  | 52.5 | 40.2 | 32.8 | 32.6     |
| 117                                                                             | Sierra Leone                 | 40.9 | 41.7 | 32.6 | 32.7     |
| 118                                                                             | Nordkorea                    | 50.7 | 49.0 | 40.7 | 37.2     |
| 119                                                                             | Zentralafrikanische Republik | 48.0 | 43.2 | 38.7 | 37.8     |
| 120                                                                             | Liberia                      | 42.5 | 37.2 | 37.3 | 38.7     |
| 121                                                                             | Niger                        | 48.8 | 46.8 | 44.6 | 44.0     |
| 122                                                                             | Haiti                        | 41.4 | 38.4 | 41.7 | 45.1     |
| 123                                                                             | Demokratische Republik Kongo | 41.4 | 38.4 | 41.7 | 45.1     |
| *                                                                               | Lesotho                      | -    | -    | -    | 20-34.9  |
| 124                                                                             | Madagaskar                   | 41.4 | 38.4 | 41.7 | 45.1     |
| 125                                                                             | Tschad                       | 41.4 | 38.4 | 41.7 | 45.1     |
| 126                                                                             | Jemen                        | 41.4 | 38.4 | 41.7 | 45.1     |
| 127                                                                             | Somalia                      | 41.4 | 38.4 | 41.7 | 45.1     |
| *                                                                               | Burundi Südsudan             | –    | –    | –    | 35–49.9* |

— = Es liegen keine Daten vor. Einige Länder existierten in ihren heutigen Grenzen im gegebenen Jahr oder Bezugszeitraum noch nicht.
Die Rankings und Indexwerte in dieser Tabelle können nicht direkt mit Rankings und Indexwerten aus früheren Berichten verglichen werden. Die Farben entsprechen den Kategorien der WHI Schweregradskala.
1 Rangfolge gemäß WHI-Werten für 2024. Länder mit identischen WHI-Werten für 2024 erhalten dieselbe Platzierung (Armenien und Bulgarien belegen beispielsweise beide Rang 23).
2 Die 22 Länder mit WHI-Werten für 2024 unter 5 werden nicht einzeln, sondern gemeinsam auf den Rängen 1 bis 22 platziert. Die Unterschiede zwischen ihren Werten sind minimal.
*Für neun Länder konnten aufgrund unvollständiger Daten keine individuellen WHI-Werte berechnet und keine Ränge bestimmt werden. Wo möglich, wurden diese Länder vorläufig in die Kategorien der WHI-Schweregradskala eingestuft: 1 Land fällt dabei in die Kategorie „ernst“ und zwei länder in die Kategorie „sehr ernst“. Für 6 Länder konnte keine vorläufige Einstufung vorgenommen werden.

## Schwerpunktthema im WHI 2024: Mit Gendergerechtigkeit zu mehr Kilamresilienz und Zero Hunger
Der Gastessay 2024 von Nitya Rao (University of East Anglia), Siera Vercillo (Wageningen University) und Gertrude Dzifa Torvikey (University of Ghana) argumentiert, dass Geschlecht auf vielfältige Weise mit den Herausforderungen des Klimawandels und der Ernährungssicherheit verflochten ist – Aspekte, die in entsprechenden Politiken und Interventionen oft ignoriert werden. Frauen und Mädchen sind typischerweise am stärksten von Ernährungsunsicherheit und Mangelernährung sowie von den Auswirkungen extremer Wetterereignisse und Klimanotfällen betroffen. Dennoch hindern sie verschiedene Formen der Diskriminierung – sowohl formelle als auch informelle, systemische und individuelle – daran, Zugang zu den Ressourcen und Chancen zu erhalten, die sie benötigen, um wirksame Maßnahmen für ihr Wohlergehen zu ergreifen.
Geschlechtergerechtigkeit, so die Autor:innen, ist entscheidend für eine gerechte Welt und für die Verwirklichung von Klima- und Ernährungsgerechtigkeit. Sie besteht aus drei miteinander verbundenen Dimensionen: Anerkennung, Umverteilung und Repräsentation. Anerkennung bedeutet, geschlechterdiskriminierende Normen zu transformieren, indem anerkannt wird, dass verschiedene Gruppen unterschiedliche Bedürfnisse, Vulnerabilitäten und Chancen haben und dass ihre geografische Lage und soziale Position sich überschneiden können, um Ungerechtigkeiten zu verstärken. Umverteilung beinhaltet die gezielte Zuweisung von Ressourcen und Chancen, um geschlechtsspezifische Ungleichheiten auszugleichen. Repräsentation bezieht sich darauf, die geschlechtsspezifische Lücke in der politischen und Entscheidungsfindungsbeteiligung von Frauen auf mehreren Ebenen zu schließen. Wenn politische Entscheidungsträger:innen die Zusammenhänge zwischen Geschlechterverhältnissen, der Transformation von Ernährungssystemen und Klimapolitiken sowie geschlechterdifferenzierte Daten nicht verstehen, agieren sie in einem Kontext der Unsicherheit, der unbeabsichtigte Folgen nach sich ziehen kann.
Tief verwurzelte Geschlechternormen sind nicht leicht zu ändern. Die Verwirklichung von Geschlechtergerechtigkeit erfordert Veränderungen auf verschiedenen Ebenen und Skalen, auf denen Geschlechterverhältnisse wirken. Diese reichen von individuellen bis hin zu systemweiten Ebenen und umfassen sowohl formelle und rechtliche Bedingungen als auch informelle soziale und kulturelle Normen. Trotz der Herausforderungen birgt Geschlechtergerechtigkeit das Versprechen eines transformativen Wandels.

## Schwerpunktthema im WHI 2023: Jugend als treibende Kraft für nachhaltige Ernährungssysteme
Der Welthunger-Index 2023 zeigt, dass nach vielen Jahren der Fortschritte bis 2015 die Bekämpfung des Hungers weltweit weitgehend zum Stillstand gekommen ist. Da sich die Auswirkungen von Krisen vervielfachen und verstärken, leiden immer mehr Menschen unter schwerem Hunger, und es wird erwartet, dass sich die Situation im Laufe des Jahres weiter verschlechtern wird. Große Bevölkerungsgruppen wie Frauen und Jugendliche tragen die Last dieser Krisen. Der diesjährige WHI-Bericht beleuchtet, wie die aktuellen Ernährungssysteme junge Menschen im Stich lassen.
In vielen Teilen der Welt sehen sich junge Menschen mit einer Reihe von harten Realitäten konfrontiert. Sie sind häufiger als Erwachsene von extremer Armut und Ernährungsunsicherheit betroffen, wobei junge Frauen besonders stark betroffen sind – trotz der Bedeutung ihres Gesundheits- und Ernährungszustands für zukünftige Generationen. Junge Menschen haben ein dreimal höheres Risiko, arbeitslos zu sein. Oft fehlt ihnen der Zugang zu Ressourcen, Land, Fähigkeiten und Chancen, die es ihnen ermöglichen würden, produktiv in Ernährungssysteme eingebunden zu sein. Diese Hindernisse – sowie die Herausforderungen des Klimawandels, der Landdegradierung, der Risikoexposition, schwieriger oder prekärer Arbeitsbedingungen und der geringen gesellschaftlichen Anerkennung – haben viele junge Menschen von landwirtschaftlichen und ländlichen Lebensgrundlagen abgebracht.
Obwohl junge Menschen in der Politik- und Entscheidungsfindung im Zusammenhang mit Ernährungssystemen unterrepräsentiert sind, haben sie ein berechtigtes Interesse daran, ihre Zukunft mitzugestalten, und ihre Stimmen müssen gehört werden. Jugendliche sind gleichberechtigte Träger des Rechts auf Nahrung, und gute Ernährung ist entscheidend für das persönliche Wachstum und die Entwicklung in dieser wichtigen Lebensphase. Darüber hinaus stellen junge Menschen eine wichtige und wachsende demografische Gruppe dar, insbesondere in Ländern mit Ernährungsunsicherheit. 42 % der Weltbevölkerung sind unter 25 Jahre alt, und die globale Population von Jugendlichen und jungen Erwachsenen ist mit 1,2 Milliarden die größte in der Geschichte.

## Schwerpunktthema im WHI 2022: Transformation der Ernährungssysteme und Lokale Governance
Globale und regionale Trends
Nach den Prognosen des WHI für 2022 wird die Welt – und insbesondere 46 Länder – bis 2030 kein niedriges Hungerniveau erreichen. Die Situation wird sich angesichts der toxischen Mischung globaler Krisen – Konflikte, Klimawandel und die wirtschaftlichen Folgen der COVID-19-Pandemie – wahrscheinlich noch weiter verschlechtern, da alle diese Faktoren den Hunger verstärken. Der Krieg in der Ukraine hat die Preise für Nahrungsmittel, Treibstoff und Düngemittel weltweit weiter in die Höhe getrieben und könnte die Hungersituation im Jahr 2023 und darüber hinaus noch erheblich verschärfen. Die weltweite Hungersituation hat sich laut WHI seit 2000 verbessert, Fortschritte sind in den letzten Jahren jedoch weitgehend stagniert. Der WHI-Wert für 2022 gilt als moderat, ist aber mit 18,2 nur geringfügig niedriger als der Wert von 2014 (19,1). Während der globale WHI-Wert zwischen 2007 und 2014 um 5,2 Punkte von 24,3 auf 19,1 gesunken ist, hat er sich seither nur um 0,9 Punkte verringert. Nach jahrzehntelangem Rückgang zeigt ein im WHI verwendeter Indikator, die Prävalenz der Unterernährung, dass der Anteil der Menschen, die keinen regelmäßigen Zugang zu ausreichend Nahrungsenergie haben, steigt. Diese Entwicklung könnte ein Zeichen dafür sein, dass sich auch andere Hungerindikatoren umkehren.
Sowohl in Südasien (wo der Hunger am größten ist) als auch in Afrika südlich der Sahara (wo der Hunger am zweitgrößten ist) ist die Lage ernst. Südasien hat die weltweit höchsten Raten an ausgezehrten und wachstumsverzögerten Kindern. In Afrika südlich der Sahara sind die Prävalenz der Unterernährung und die Kindersterblichkeitsrate höher als in jeder anderen Region der Welt. Teile Ostafrikas sind von einer der schwersten Dürren der letzten 40 Jahre betroffen, die das Überleben von Millionen von Menschen bedroht. In Westasien und Nordafrika, wo der Hunger mäßig ausgeprägt ist, gibt es besorgniserregende Anzeichen für eine Umkehrung der Fortschritte bei der Beendigung des Hungers. In Lateinamerika und der Karibik, in Ost- und Südostasien sowie in Europa und Zentralasien gilt die Hungersnot als niedrig.
Angesichts der dritten globalen Nahrungsmittelpreiskrise innerhalb von 15 Jahren ist es offensichtlicher denn je, dass unsere derzeitigen Ernährungssysteme ungeeignet sind, um Armut und Hunger zu beenden. Der WHI betont, dass die internationale Gemeinschaft dringend auf die eskalierenden humanitären Krisen reagieren muss – ohne dabei die Notwendigkeit einer langfristigen Umgestaltung der Ernährungssysteme aus den Augen zu verlieren.
Lokale Governance
Das WHI 2022 befasst sich auf die Art und Weise, wie Gemeinschaften, lokale Behörden und zivilgesellschaftliche Akteure zusammenarbeiten, um Entscheidungen zu treffen und Ressourcen zu verteilen, um die Ernährungssituation der Menschen, insbesondere der am meisten gefährdeten, zu verbessern. Der Bericht unterstreicht die Wichtigkeit der uneingeschränkten Partizipation lokaler Gemeinschaften bei der Gestaltung ihrer Ernährungssysteme.
In ihrem Essay erklärt Danielle Resnick, dass der jüngste Trend zur Dezentralisierung von Regierungsfunktionen den Lokalregierungen mehr Autonomie und Autorität gewonnen, auch in Bezug auf entscheidende Funktionen der Ernährungssysteme. Hinzu kommt, dass in fragilen Staaten lokale oder informelle Strukturen der Regierungsführung, wie etwa traditionelle Autoritäten, möglicherweise eine größere Glaubwürdigkeit bei den Gemeinschaften haben. Doch in einer Reihe von Ländern werden zivilgesellschaftliche Räume zunehmend eingeschränkt, was die Bürger daran hindert, ihr Recht auf angemessene Nahrung einzufordern und zu verwirklichen. Außerdem ist den Bürgern dieses Recht oft nicht bekannt, selbst wenn es im nationalen Recht verankert ist. Daher appelliert der WHI, dass Entscheidungsträger eine inklusive lokale Regierungsführung, Rechenschaftspflicht und die Verwirklichung des Rechts auf Nahrung in den Mittelpunkt der Transformation des Ernährungssystems stellen müssen.
Gleichzeitig zeigt der Aufsatz von Danielle Resnick, wie lokale Initiativen den Bürgern helfen kann, ihr Recht auf Nahrung zu verwirklichen. Er enthält vielversprechende Beispiele aus verschiedenen Kontexten, wie sich Bürger auf innovative Weise in Debatten zu Ernährungssystemen einbringen, um die Gestaltung lokaler Ernährungssysteme zu verbessern und Entscheidungsträgern für den Kampf gegen Ernährungsunsicherheit und Hunger zur Verantwortung zu ziehen. Ermutigend ist, dass sich Beispiele für Empowerment genauso in stabileren demokratischen Umfeldern wie auch in fragilen Kontexten finden. Dazu gehören eine Reihe von Instrumenten wie Systeme zur Überprüfung von Regierungshaushalten, kommunale Scorecards zur Bewertung der Leistung lokaler Regierungen und integrative Multi-Stakeholder-Plattformen, die eine Reihe lokaler Stakeholder, darunter Regierungsbeamten, kommunale Vereinigungen und Vertreter aus dem Privatsektor, in die Strategieplanung einbeziehen.
Zusammenfassend betont der diesjährige WHI, dass eine motivierte und integrative Regierungsführung auf allen Ebenen, die die Beteiligung, das Mitwirken und die Kontrollfunktionen der Bürger sicherstellt, von zentraler Bedeutung für eine wirkungsvolle Umgestaltung des Ernährungssystems ist, von der letztlich allen Menschen, und insbesondere die Vulnerabelsten, profitieren. Alle Regierungsebenen müssen lokale Stimmen und Kapazitäten einbinden und starke lokale Entscheidungsstrukturen fördern, wobei die Bemühungen auf die Bedingungen und Kapazitäten vor Ort zugeschnitten sein müssen.

## Schwerpunktthema im WHI 2021: Hunger und Konflikte
Globale und regionale Trends

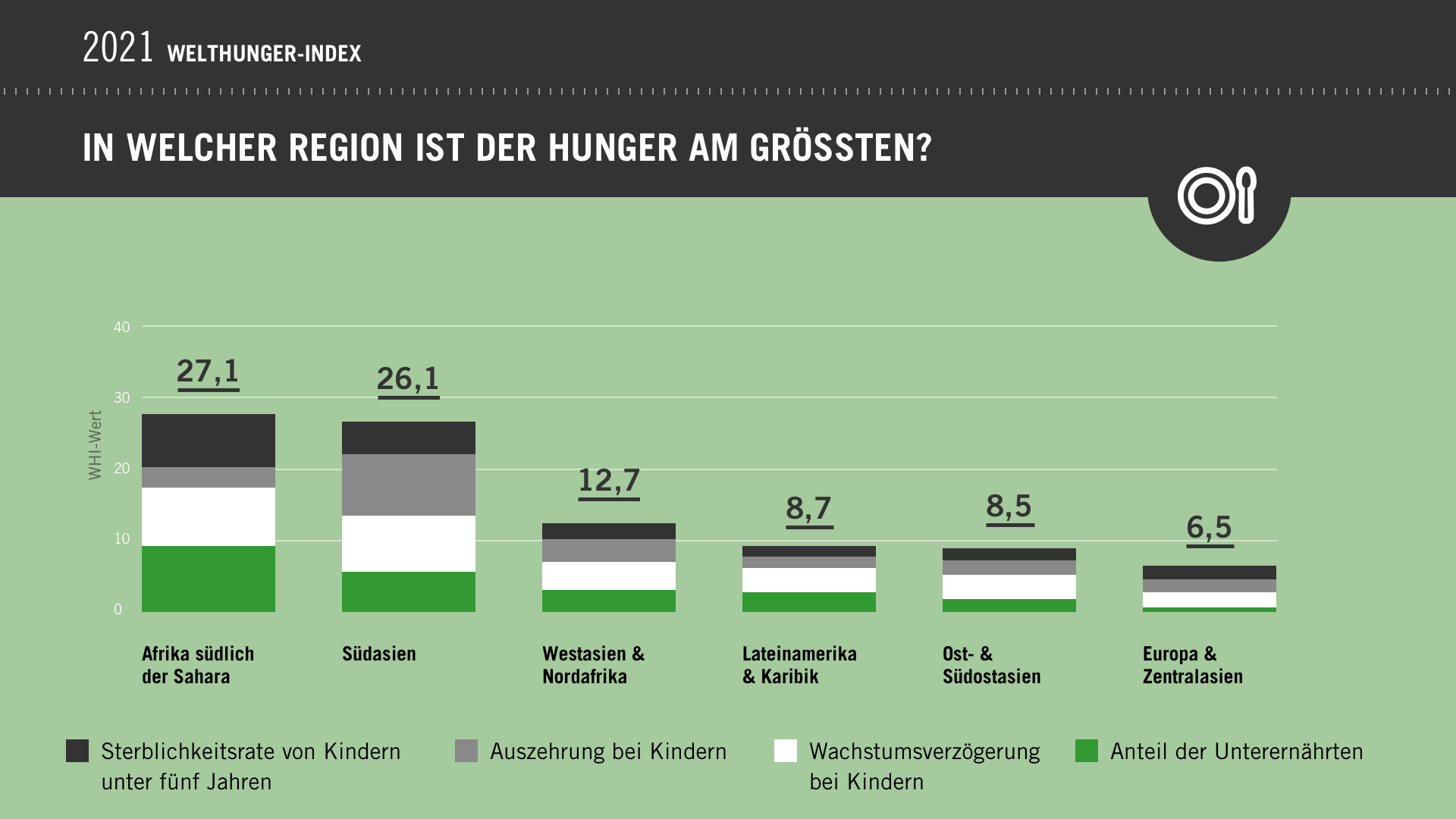
WHI 2021 nach Regionen mit Beträgen der einzelnen Indikatoren

Aktuellen Prognosen zufolge wird die Weltgemeinschaft – insbesondere 47 Länder – ein niedriges Hungerniveau bis 2030 nicht erreichen. Die drei verheerendsten Hungertreiber Konflikte, Klimawandel und die Covid-19-Pandemie bedrohen jegliche Fortschritte der letzten Jahre.
Zwar zeigen die WHI-Werte eine Verbesserung der globalen Hungersituation seit 2000, doch die Fortschritte verlangsamen sich. Während der globale WHI-Wert zwischen 2006 und 2012 um 4,7 Punkte von 25,1 auf 20,4 sank, ist er seither nur noch um 2,5 Punkte gefallen. Nach Jahrzehnten des Rückgangs steigt die weltweite Verbreitung von Unterernährung, einer der vier Indikatoren des WHI. Diese Entwicklung könnte ein Vorzeichen dafür sein, dass sich auch andere Hungerindikatoren umkehren.
Sowohl die Hungersituation in Afrika südlich der Sahara als auch jene in Südasien wird als ernst eingestuft. Von allen Regionen weist Afrika südlich der Sahara die höchsten Raten von Unterernährung, Wachstumsverzögerung bei Kindern und Kindersterblichkeit auf. Das hohe Hungerniveau in Südasien ist hauptsächlich auf hohe Unterernährungsraten bei Kindern zurückzuführen. In Europa und Zentralasien, Lateinamerika und Karibik, Ost- und Südostasien sowie Westasien und Nordafrika ist das Hungerniveau niedrig oder mäßig.
Ernährungssysteme ändern, Frieden fördern
Trotz der verheerenden Covid-19-Pandemie blieben auch 2020 gewaltsame Konflikte die Haupttreiber weltweiten Hungers. Die Zahl der gewaltsamen Konflikte nimmt zu; derweil werden sie immer schwerwiegender und langwieriger. Die Wechselwirkungen zwischen Konflikt und Hunger sind hinlänglich bekannt und unbestritten. Konflikte haben verheerende Auswirkungen auf Ernährungssysteme, da sie nahezu jeden Aspekt eines Ernährungssystems beeinträchtigen, von der Erzeugung über die Ernte, die Verarbeitung und den Transport bis hin zu der Versorgung mit Betriebsmitteln, Finanzierung, Vermarktung und dem Konsum. Zugleich kann eine erhöhte Ernährungsunsicherheit zu gewaltsamen Konflikten beitragen. Ohne Ernährungssicherheit ist eine nachhaltige Friedenssicherung kaum möglich, und ohne Frieden ist es unwahrscheinlich, den weltweiten Hunger zu beenden.
Wenn sowohl bei der Eindämmung von Konflikten als auch bei der Hungerbekämpfung Fortschritte erzielt werden sollen, muss beim Aufbau resilienter Ernährungssysteme die Friedensförderung und bei der Friedensförderung die Ernährungssicherheit integriert werden. Um voranzukommen, müssen die Maßnahmen nach vier Prioritäten strukturiert werden: (1) einen flexiblen und agilen Ansatz verfolgen, (2) auf partnerschaftliche Zusammenarbeit setzen, (3) ein ganzheitliches Arbeiten fördern, und (4) Finanzierungssilos auflösen.
Selbst inmitten von Konflikten und extremer Vulnerabilität ist es möglich, die destruktive Wechselwirkung zwischen Konflikt und Hunger zu durchbrechen und Resilienz aufzubauen. Gemeinsam können Staaten, Gemeinden, lokale und internationale Nichtregierungsorganisationen sowie UN-Behörden Bedingungen für Ernährungssicherheit und nachhaltigen Frieden schaffen. Die wirksame Integration von Friedensförderung bei der Schaffung resilienter Ernährungssysteme und andererseits von Ernährungssicherheit bei der Friedensförderung erfordert, dass externe Akteure über fundierte Kenntnisse des jeweiligen Kontexts verfügen und mit Sensibilität für die anhaltenden Konflikte handeln. Lokal geführte Aktivitäten müssen gestärkt und jeweilige Bedenken sowie Ambitionen berücksichtigt werden. Dabei ist stets partnerschaftlich zu arbeiten. Die Finanzierung sollte flexibel und langfristig angelegt sein und sich an dynamische fragile und konfliktbetroffene Kontexte anpassen lassen. Nicht zuletzt ist es von entscheidender Bedeutung, dass Konflikte politisch gelöst und diejenigen, die Hunger als Kriegswaffe einsetzen, strafrechtlich verfolgt werden.

## Schwerpunktthema im WHI 2020: Gesundheit und Nachhaltige Ernährungssysteme zusammen denken
Der globale WHI-Wert, aktuell bei 18,2, fällt in die Kategorie mäßig und liegt damit deutlich niedriger als der WHI-Wert für das Jahr 2000, der bei 28,2 und damit bei ernst lag.
Im Jahr 2020 verschärften die COVID-19-Pandemie und der daraus resultierende wirtschaftliche Abschwung sowie ein massiver Ausbruch von Wüstenheuschrecken am Horn von Afrika und andere Krisen die Nahrungsmittel- und Ernährungsunsicherheit für Millionen von Menschen. Diese Krisen kommen zu dem bestehenden Hunger hinzu, der durch Konflikte, Klimaextreme und wirtschaftliche Erschütterungen verursacht wird. Die im WHI-Bericht 2020 vorgestellten WHI-Bewertungen spiegeln noch nicht die Auswirkungen der sich überschneidenden Katastrophen des Jahres 2020 wieder, aber sie weisen auf Brennpunkte hin, in denen die Ernährungsunsicherheit und Unterernährung bereits jetzt gravierend sind und deren Bevölkerung in Zukunft einem größeren Risiko akuter Ernährungskrisen und chronischen Hungers ausgesetzt sein wird.
Globale und regionale Trends
Der Hunger ist je nach Region sehr unterschiedlich. Sowohl in Afrika südlich der Sahara als auch in Südasien wird Hunger als ernst eingestuft, was zum Teil auf den hohen Anteil unterernährter Menschen und die hohe Rate von Kindern mit Wachstumsverzögerung zurückzuführen ist. Darüber hinaus weist Afrika südlich der Sahara die weltweit höchste Kindersterblichkeitsrate auf, während Südasien die weltweit höchste Rate an Auszehrung bei Kindern aufweist.
Im Gegensatz dazu wird das Hungerniveau in Europa, Zentralasien, Lateinamerika und der Karibik, Ost- und Südostasien sowie Westasien und Nordafrika als niedrig oder mäßig charakterisiert, obwohl der Hunger bei bestimmten Gruppen innerhalb der Länder dieser Regionen durchaus hoch ist.
Gesundheit und Nachhaltige Ernährungssysteme zusammen denken
Die Ereignisse des Jahres 2020 legen viele der Schwachstellen des Welternährungssystems in einer Weise offen, die nicht mehr ignoriert werden kann. Durch einen integrierten Ansatz in den Bereichen Gesundheit und Nahrungsmittel- bzw. Ernährungssicherheit könnte es jedoch noch möglich sein, Kein Hunger bis 2030 zu erreichen. Ein One Health-Ansatz, der auf der Anerkennung der Zusammenhänge zwischen Menschen, Tieren, Pflanzen und ihrer gemeinsamen Umwelt sowie der Rolle fairer Handelsbeziehungen beruht, würde die verschiedenen Krisen, denen wir uns gegenübersehen, ganzheitlich angehen und dazu beitragen, künftige Gesundheitskrisen abzuwenden, einen gesunden Planeten wiederherzustellen und den Hunger zu beenden.
Die Perspektive des One Health-Ansatzes lenkt die Aufmerksamkeit auf eine Reihe von Schwächen: die Fragilität globalisierter Ernährungssysteme, zu geringe Investitionen in lokale Landwirtschaft, Bauernverbände und kleinbäuerlich orientierte Wertschöpfungsketten, steigende Raten ernährungsbedingter nicht übertragbarer Krankheiten, Notfallmaßnahmen, die lokale Ernährungssysteme beeinträchtigen, hohe Umweltkosten von aktuellen Ernährungssystemen, unzureichender sozialer Schutz für einen Großteil der Weltbevölkerung, ungerechte globale Ernährungspolitik, einschließlich ungerechter Handels- und Hilfspolitiken, sowie der Mangel an sicheren Landbesitzverhältnissen, welcher zu Ernährungsunsicherheit für ländliche Gemeinschaften, indigene Völker, Frauen und marginalisierte Gruppen führt.

## Schwerpunktthema im WHI 2019: Wie der Klimawandel den Hunger verschärft
Die Welthungerhilfe hat am 15. Oktober den Welthunger-Index für 2019 vorgestellt – der WHI weist für 47 Länder eine ernste oder sehr ernste Lage aus. Für die Zentralafrikanische Republik gilt sogar die Einschätzung gravierende Hungersituation. Der Bericht 2019 stellt den Zusammenhang zwischen Hunger und Klimawandel ins Zentrum der Analyse.
Schwerpunktthema im WHI 2019: Wie der Klimawandel den Hunger verschärft
Der WHI 2019 macht deutlich, dass der Klimawandel es zunehmend erschwert, die Weltbevölkerung adäquat und nachhaltig zu ernähren. Klimawandel hat direkte und indirekte negative Auswirkungen auf Ernährungssicherheit und Hunger durch Veränderungen von Produktion und Verfügbarkeit, Zugang, Qualität und Nutzung von Nahrungsmitteln ebenso wie die Stabilität der Ernährungssysteme. Darüber hinaus kann Klimawandel zu Konflikten beitragen, insbesondere in gefährdeten und ernährungsunsicheren Regionen. So entsteht eine doppelte Vulnerabilität für Gemeinschaften, die über ihre Anpassungskapazität hinausgeht.
Der Klimawandel stellt uns außerdem vor die Herausforderung von vier zentralen Ungerechtigkeiten, die sich an der Schnittstelle zu Ernährungssicherheit ereignen:
- die Verantwortung für die Entstehung des Klimawandels,
- die Auswirkungen des Klimawandels auf zukünftige Generationen,
- die Folgen des Klimawandels für vulnerable Bevölkerungsgruppen im Globalen Süden und
- die Kapazitäten, sich an die Auswirkungen des Klimawandels anzupassen.

Die derzeitigen Maßnahmen sind unzureichend für das Ausmaß der Gefahr, die der Klimawandel für die Ernährungssicherheit darstellt. Transformation – ein grundlegender Wandel menschlicher und natürlicher Systeme – wird heute als entscheidend für die Umsetzung einer klimaresistenten Entwicklung anerkannt, die auch „Kein Hunger“ erreichen kann. Individuelle wie auch kollektive Werte und Verhaltensweisen müssen sich daher hin zu mehr Nachhaltigkeit wandeln sowie eine gerechtere Verteilung der politischen, kulturellen und institutionellen Macht in der Gesellschaft vorantreiben.

## Schwerpunktthema im WHI 2018: Flucht, Vertreibung und Hunger
Die Welthungerhilfe hat am 11. Oktober den Welthunger-Index für 2018 vorgestellt – der WHI weist für 51 Länder eine „ernste“ oder „sehr ernste“ Lage aus. Für die Zentralafrikanische Republik gilt sogar die Einschätzung „gravierende Hungersituation“. Der Bericht 2018 stellt den Zusammenhang zwischen Hunger, Flucht und Vertreibung ins Zentrum der Analyse.
Flucht, Vertreibung und Hunger
Der Essay im diesjährigen WHI untersucht Flucht, Vertreibung und Hunger – eng miteinander verflochtene Probleme, von denen einige der ärmsten und konfliktreichsten Regionen der Welt betroffen sind. Weltweit gibt es schätzungsweise 68,5 Millionen Vertriebene, darunter 40 Millionen Binnenvertriebene, 25,4 Millionen Flüchtlinge und 3,1 Millionen Asylsuchende. Für diese Menschen kann Hunger sowohl Ursache als auch Folge von Flucht und Vertreibung sein. Die Hilfe für von Ernährungsunsicherheit betroffene Vertriebene muss in vier Schlüsselbereichen wie folgt verbessert werden:
- Hunger und Vertreibung als politische Probleme angehen
- Ganzheitlichere Ansätze gegen Langzeitvertreibung anwenden
- Unterstützung hungergefährdeter Vertriebener in ihren Herkunftsregionen
- Die Widerstandsfähigkeit von Vertriebenen anerkennen

Der Welthunger-Index 2018 enthält Empfehlungen für eine effektivere und ganzheitlichere Antwort auf Flucht und Hunger: Fokus auf besonders gefährdete Regionen und Gruppen legen, langfristige Lösungen implementieren und Verantwortlichkeiten teilen.
Einzelnachweise 2018
1. ↑  Welthunger-Index 2018: 124 Millionen Menschen leiden akuten Hunger. In: tagesspiegel.de. Abgerufen am 11. Oktober 2018.
2. ↑  Laura Hammond: Themen. Flucht, Vertreibung und Hunger. In: Welthunger-Index. Abgerufen am 31. Oktober 2018.

## Schwerpunktthema im WHI 2017: Wie Ungleichheit Hunger schafft
Trotz der langfristigen Fortschritte bei der Bekämpfung des Hungers, die der WHI 2017 zeigt, leiden noch immer Millionen von Menschen unter chronischem Hunger und an vielen Orten herrschen akute Nahrungsmittelkrisen oder gar Hungersnöte.
Wie Ungleichheit Hunger schafft
Der WHI 2017 beleuchtet zum einen die Ungleichheit in den Fortschritten der weltweiten Hungerbekämpfung. Ferner werden die unterschiedlichen Dimensionen von Ungleichheit diskutiert, wie etwa die ungleiche Verteilung von Macht, welche die Ernährungssituation eines Einzelnen massiv beeinflussen können.
Die Erreichung des UN-Nachhaltigkeitsziels „Niemanden zurücklassen“ erfordert Ansätze in der Bekämpfung von Hunger und Fehlernährung, die zum einen die ungleiche Verbreitung von Hunger stärker im Blick haben und zum anderen stärker auf das Machtgefälle eingeht, dass die Auswirkungen von Armut und Marginalisierung im Kontext von Fehlernährung verschärft. Der Bericht betont: die Bedeutung einer Machtanalyse, die notwendig ist, um alle Formen von Macht zu benennen, die die Hungersituation bedingen; die Bedeutung von strategischen Maßnahmen, die auf Machtzentren ausgerichtet sind; die Notwendigkeit, die Hungernden und Fehlernährten zu stärken um dem Verlust ihrer Ernährungssouveränität entgegenzuwirken.
Politische Handlungsempfehlungen
Der Welthunger-Index 2017 gibt die folgenden politischen Handlungsempfehlungen für eine nachhaltige Hungerbekämpfung:
- Nationale Ernährungssysteme demokratisieren
- Beteiligungsmöglichkeiten in internationalen Diskussionen über Ernährungspolitik ausweiten
- Rechte und Raum für zivilgesellschaftliche Teilhabe garantieren
- Bürger schützen und Standards in Wirtschaft und Handel sicherstellen
- Machtstrukturen analysieren, Politiken besser gestalten
- Kleinbauern stärker unterstützen
- Gleichberechtigung durch Bildung und soziale Sicherungsnetze fördern
- Aktuelle Daten nutzen, um Regierungen zur Rechenschaft zu ziehen
- In die Globalen Nachhaltigkeitsziele und benachteiligten Menschen investieren

## Schwerpunktthema im WHI 2016: Die Verpflichtung, den Hunger zu beenden
Der Welthunger-Index 2016 wurde im Oktober 2016 veröffentlicht. Im Vergleich zum diesjährigen Referenzjahr 2000 hat sich der Wert um 29 Prozent verbessert. Zweiundzwanzig Länder konnten ihre WHI-Werte um 50 Prozent oder mehr im Vergleich zum Jahr 2000 senken. Trotz dieses Fortschrittes hungern noch immer 795 Millionen Menschen weltweit, ist jedes vierte Kind in seiner körperlichen und geistigen Entwicklung eingeschränkt, und sterben noch immer 3,1 Millionen Kinder an Fehlernährung. Der Bericht zeigt, dass in den Entwicklungsländern große Fortschritte bei der Bekämpfung von Hunger und Unterernährung erzielt wurden. Gleichzeitig belegt er jedoch, dass es zahlreiche Gebiete gibt, in denen Menschen besonders gefährdet sind. Das Problem fehlender Daten, insbesondere auf subnationaler Ebene, muss behoben werden, um zu gewährleisten, dass auf dem Weg zu einer Welt ohne Hunger bis zum Jahr 2030 niemand benachteiligt oder zurückgelassen wird.
Politische Handlungsempfehlungen
Deutschland muss seine internationale Verantwortung wahrnehmen und seinen Beitrag dazu leisten, dass alle Menschen sich ausreichend und gesund ernähren können. Dazu müssen sich auch die Produktions- und Konsummuster der Deutschen ändern. Wichtige Punkte hierbei sind unter anderem:
- Nachhaltigkeit fördern: Die Bundesregierung und die EU müssen sicherstellen, dass ihre Politiken eine nachhaltige Ernährung fördern. So müssen die ökologischen und sozialen Folgekosten der Massentierhaltung von den Herstellern übernommen und sich auch im Produktpreis niederschlagen. So würden die Konsumenten eher zu Produkten aus regionaler und nachhaltiger Produktion greifen.
- Folgen für das Recht auf Nahrung prüfen: Die Auswirkungen von Entscheidungen in sämtlichen Politikfeldern auf die Ernährungssicherheit und das Recht auf Nahrung in Entwicklungsländern müssen systematisch geprüft werden. So sollten z. B. bei Freihandels- und Investitionsabkommen stets eine unabhängige menschenrechtliche und ökologische Folgenabschätzung stattfinden.
- Soziale Produktionsstandards fördern: Die Landwirtschaft in Entwicklungsländern muss gerecht entlohnt werden. Unsere Regierung muss sich für verbindliche soziale Standards in den Produktionsregionen einsetzen und deren Umsetzung unterstützen.

## Schwerpunktthema im WHI 2015: Hunger und bewaffnete Konflikte
Der Welthunger-Index 2015 wurde im Oktober 2015 veröffentlicht. Im Vergleich zum diesjährigen Referenzjahr 2000 hat sich der Wert um 27 Prozent verbessert. Siebzehn Länder konnten ihre WHI-Werte um 50 Prozent oder mehr im Vergleich zum Jahr 2000 senken. Trotz dieses Fortschrittes hungern noch immer 795 Millionen Menschen weltweit, ist jedes vierte Kind in seiner körperlichen und geistigen Entwicklung eingeschränkt, und sterben noch immer 3,1 Millionen Kinder an Fehlernährung.
Vor allem im Süden Afrikas, südlich der Sahara weisen viele Länder „ernste“ oder „sehr ernste“ WHI-Werte auf. Die Zentralafrikanische Republik und der Tschad weisen 2015 die höchsten WHI-Werte auf. Der WHI-Bericht weist darauf hin, dass viele Länder mit schlechten Werten von gewaltsamen Konflikten, politischer Instabilität oder Kriegen getroffen sind. Seitdem in Ländern wie Äthiopien, Angola und Ruanda die großen Bürgerkriege der 1990er- und 2000er-Jahre beendet sind, seinen ihre Hungerwerte beträchtlich gefallen. Aber auch Länder, die nicht von bewaffneten Konflikten betroffen sind, können hohe WHI-Werte aufweisen, z. B. Sambia. Große Fortschritte hat Brasilien gemacht, das seinen WHI-Wert seit 2000 um ca. zwei Drittel reduziert hat. Dies führt der Bericht auf das Regierungsprogramm „Null Hunger“ zurück.
Viele Länder, die in den Vorjahren oft hohe Hungerwerte verzeichneten, konnten aufgrund fehlender Daten in den diesjährigen Bericht nicht einbezogen werden. Hierzu zählen unter anderem Burundi, die Demokratische Republik Kongo, Eritrea, die Komoren, Somalia, der Sudan und der Südsudan.
Das Kapitel zu Hunger und Konflikt macht deutlich, dass die Zahl der katastrophalen Hungersnöte (bei denen jeweils mehr als eine Million Menschen starben), offenbar der Vergangenheit angehören. Dennoch ist seit dem Jahr 2006 ein erneuter Anstieg von Kriegen und bewaffneten Konflikten spürbar. Bewaffnete Konflikte und extreme Armut müssen reduziert werden, um den Hunger zu überwinden.
In der Ausgabe des Welthunger-Index 2015 erscheinen zusätzlich zwei Praxisbeispiele aus Projektgebieten der Welthungerhilfe und Concern zu Mali und dem Südsudan.
Einzelnachweise 2015
1. ↑  Welthunger-Index 2015. Hunger und bewaffnete Konflikte. IFPRI / Welthungerhilfe / Concern Worldwide. Bonn / Washington DC / Dublin 2015, 52 S.
2. ↑  Aus der Praxis: Fallstudie 2015. Welthungerhilfe.

## Schwerpunktthema im WHI 2014: Herausforderung verborgener Hunger
Der Welthunger-Index 2014 ist im Oktober 2014 erschienen. In diesem Jahr ist der Bericht dem Schwerpunktthema Mikronährstoffmangel gewidmet, auch verborgener Hunger genannt. Im Jahr 2014 lag der Gesamt WHI-Wert bei 12,5; das bedeutet, dass sich der Gesamtwert gegenüber dem berechneten Wert von 1990 um 39 Prozent reduziert hat. Trotz dieses Fortschrittes bleibt die Anzahl hungernder Menschen mit 805 Millionen hoch.
Herausforderung verborgener Hunger
Weltweit sind über zwei Milliarden Menschen von verborgenem Hunger betroffen. Dieser Mikronährstoffmangel tritt dann auf, wenn Menschen entweder nicht genügend Mikronährstoffe (wie Zink, Jod und Eisen) und Vitamine zu sich nehmen oder der Körper sie nicht aufnehmen kann. Gründe hierfür können eine unausgewogene Ernährung, ein gesteigerter Bedarf an Mikronährstoffen (z. B. während Schwangerschaft und Stillzeit) sowie Gesundheitsprobleme durch Krankheiten, Infektionen oder Parasiten sein. Die Folgen für die Betroffenen können verheerend sein: Geistige Beeinträchtigungen, schlechte Gesundheit, geringe Produktivität und durch Krankheiten verursachte Todesfälle. Vor allem Kinder sind von den Konsequenzen betroffen, wenn sie innerhalb der ersten 1000 Tagen ihres Lebens von der Empfängnis bis zum zweiten Geburtstag nicht genügend Mikronährstoffe aufnehmen können. Mikronährstoffmangel ist für geschätzte 1,1 Millionen der jährlich 3,1 Millionen durch Unterernährung verursachten Todesfälle bei Kindern verantwortlich. Dennoch ist es bisher nicht einfach, präzise Daten für die Verbreitung des verborgenen Hungers zu erhalten.
Weltweite Verluste an wirtschaftlicher Produktivität durch Makronährstoff- und Mikronährstoffmangel verursachen einen weltweiten Schaden von 1,4 bis 2,1 Billionen US-Dollar pro Jahr.
Um verborgenem Hunger vorzubeugen, gibt es verschiedene Maßnahmen. Besonders effektiv ist es, Menschen eine vielfältige Ernährung zu ermöglichen. Die Qualität der Nahrung sollte ebenso wichtig sein wie die Quantität (reine Zufuhr von Nahrungsenergie). Dies kann zum Beispiel durch die Förderung des Anbaus einer Vielfalt an nährstoffreichen Nahrungspflanzen und die Einrichtung von Hausgärten geschehen. Weitere Lösungsansätze sind die industrielle Anreicherung (Fortifizierung) von Lebensmitteln vor oder die Biofortifizierung von Nahrungspflanzen (zum Beispiel mit Vitamin A angereicherte Süßkartoffeln). Bei akutem Nährstoffmangel und in bestimmten Lebensphasen ist auch eine Nahrungsergänzung (Supplementierung) in Betracht zu ziehen. Vor allem die Zugabe von Vitamin A führt zu einer Verbesserung der Überlebensrate von Kindern. Insgesamt lässt sich die Situation in Bezug auf den verborgenen Hunger nur dann verbessern, wenn viele Maßnahmen ineinandergreifen und neben den direkten Maßnahmen zur Förderung der besseren Ernährung auch Bildung und Empowerment von Frauen, die Förderung besserer Hygienebedingungen, des Zugangs zu sauberem Trinkwasser und zu Gesundheitsdiensten mit eingeschlossen werden.
Politische Handlungsempfehlungen
Satt werden allein reicht nicht. Jeder Mann, jede Frau und jedes Kind haben ein Recht auf kulturell angemessene Nahrung in ausreichender Menge, aber auch in ausreichender Qualität zur Deckung ihres Ernährungsbedarfs.
Die internationale Gemeinschaft muss dafür sorgen, dass verborgener Hunger nicht übersehen wird und die Post-2015-Entwicklungsagenda ein umfassendes Ziel zur Beseitigung von Hunger und Fehlernährung jeglicher Ausprägung enthält.
- Der Beseitigung des verborgenen Hungers hohe Priorität einräumen
- Geeignete und angemessene politische Konzepte entwickeln und aufeinander abstimmen
- Kenntnisse und Fähigkeiten zum Thema Ernährung auf allen Ebenen durch Bereitstellung von Personal und Finanzmitteln ausbauen
- Rechenschaftspflicht stärken: Regierungen und internationale Institutionen müssen für ein regulatives Umfeld sorgen, das angemessene Ernährung unterstützt
- Monitoring, Forschung und Datengrundlage ausbauen, um die Rechenschaftspflicht zu stärken

Einzelnachweise 2014
1. ↑  Welthunger-Index 2014. Herausforderung Verborgener Hunger. IFPRI / Welthungerhilfe / Concern Worldwide. Bonn/Washington, D.C./Dublin 2014, 60 S.
2. ↑  Unser täglicher Mangel. In: Zeit Online. 4. Juni 2013.

## Schwerpunktthema im WHI 2013: Widerstandsfähigkeit gegen Unterernährung
Der Welthunger-Index 2013 ist im Oktober 2013 erschienen. Sein thematischer Schwerpunkt ist die Stärkung der Widerstandsfähigkeit gegen Unterernährung auf Gemeindeebene. Er trägt den Untertitel: Herausforderung Hunger: Widerstandsfähigkeit stärken, Ernährung sichern.
Weltweit signalisiert der Welthunger-Index mit einem Wert von 13,8 eine weiterhin „ernste“ globale Ernährungssituation.
Widerstandsfähigkeit gegen Unterernährung
Viele der Länder, in denen die Hungersituation schon heute „sehr ernst“ oder „gravierend“ ist, sind auch besonders krisenanfällig: In der afrikanischen Sahelzone etwa erleben die Menschen jährliche Hungerperioden. Sowohl Konflikte als auch Naturkatastrophen belasten sie zusätzlich. Gleichzeitig wird das globale Umfeld zunehmend volatiler (Finanz- und Wirtschaftskrise, Nahrungsmittelpreiskrise).
Die Unfähigkeit, diese Krisen zu bewältigen, sorgt dafür, dass mühsam erarbeitete Entwicklungserfolge wieder zunichtegemacht werden und die Menschen noch weniger Ressourcen und Kapazitäten haben, um der nächsten Krise etwas entgegenzusetzen. Für die 2,6 Milliarden Menschen weltweit, die mit weniger als 2 US-Dollar am Tag zurechtkommen müssen, kann ein Krankheitsfall in der Familie, ein trockenheitsbedingter Ernteausfall oder eine Unterbrechung von Rücküberweisungen ihrer Verwandten aus dem Ausland, eine Abwärtsspirale in Gang setzen, aus der sie sich nicht mehr aus eigener Kraft befreien können.
Es reicht daher nicht, Menschen in Notsituationen beizustehen und – wenn die Krise überstanden ist – längerfristige Entwicklungsmaßnahmen anzustoßen. Vielmehr müssen sowohl Nothilfemaßnahmen als auch Entwicklungszusammenarbeit so konzipiert werden, dass sie darauf ausgelegt sind, die Widerstandsfähigkeit der Menschen gegen diese Krisen zu stärken [Definition Resilienz: Fähigkeit, schwierige Lebensphasen unbeschadet zu überstehen].
Konzeptionell unterscheidet der Welthunger-Index drei verschiedene Bewältigungsstrategien. Je geringer die Intensität der Krise, desto weniger muss aufgewendet werden, um mit den Auswirkungen umzugehen.
- Absorption: Fähigkeiten, mit denen die Auswirkungen einer Krise abgemildert/aufgefangen werden, ohne Lebensgewohnheiten zu ändern (z. B. Verkauf einiger Tiere aus der Herde)
- Anpassung: Wenn die Absorptionsfähigkeiten ausgeschöpft sind, werden schrittweise Anpassungsmaßnahmen der Lebensgewohnheiten vorgenommen, ohne tiefgreifende Änderungen vorzunehmen (z. B. Umstellung auf dürreresistentes Saatgut)
- Transformation: Wenn auch die Anpassungen der Lebensgewohnheiten nicht ausreichen, um den negativen Auswirkungen einer Krise zu begegnen, müssen grundlegende, dauerhafte Änderungen des Lebens/Verhaltens vorgenommen werden (z. B. Normanden werden sesshaft und betreiben Landwirtschaft, weil sie ihre Viehherden nicht mehr halten können)

Politische Handlungsempfehlungen
- Überwindung der institutionellen, finanziellen und konzeptionellen Grenzen zwischen humanitärer Hilfe und Entwicklungszusammenarbeit.
- Abschaffung von Politiken, die die Widerstandsfähigkeiten von Menschen untergraben. Orientierung am Recht auf Nahrung bei der Erarbeitung neuer Politiken und Gesetze.
- Durchführung von mehrjährigen, flexiblen Programmen, deren Finanzierung multisektorale Ansätze zur Überwindung von chronischen Ernährungskrisen ermöglicht.
- Kommunizieren, dass resilienzfördernde Maßnahmen kosteneffektiv sind und die Ernährungssicherheit verbessern, speziell in fragilen Kontexten.
- Wissenschaftliche Begleitung und Evaluierung von Maßnahmen und Programmen, die sich zum Ziel gesetzt haben, Widerstandsfähigkeit zu stärken.
- Aktive Einbeziehung der lokalen Bevölkerung in die Planung und Durchführung von Programmen, die zum Ziel haben, die Widerstandsfähigkeit zu stärken.
- Verbesserung der Ernährung insbesondere von Müttern und Kindern durch ernährungsspezifische und ernährungssensible Interventionen, um zu verhindern, dass kurzfristige Krisen dazu führen, dass Mangelernährung Folgen für das spätere Leben hat bzw. über Generationen weitergegeben wird.

## Schwerpunktthema im WHI 2012: Knappe Land-, Wasser- und Energieressourcen
Der im Oktober 2012 erschienene Welthunger-Index befasst sich mit der Frage, wie Ernährung nachhaltig gesichert werden kann, wenn die natürlichen Grundlagen der Ernährung zunehmend knapper werden (Herausforderung Hunger: Ernährung sichern, wenn Land, Wasser und Energie knapp werden).
Der weltweite Hunger-Index-Wert liegt bei 14,7 und deutet somit auf eine „ernste“ Hungersituation hin. Zwar hat sich seit 1990 der Anteil unterernährter Menschen weltweit verringert und der Index fiel um etwa 26 Prozent. Allerdings sind die Fortschritte langsam und insbesondere hat sich das Tempo der Hungerbekämpfung im Vergleich zu der Zeit zwischen 1990 und 1996 heute deutlich reduziert.
Knappe Land-, Wasser- und Energieressourcen
Hunger ist zunehmend eng damit verknüpft, wie wir mit Land, Wasser und Energie umgehen. Wenn diese Ressourcen außerdem insgesamt knapper werden, gerät auch die Ernährungssicherheit zunehmend unter Druck.
Mehrere Faktoren tragen zur Verknappung der natürlichen Ressourcen bei:
1. Demographischer Wandel:2050 soll die Weltbevölkerung laut Prognosen auf über 9 Milliarden angewachsen sein. Zusätzlich leben in Zukunft mehr Menschen in Städten. Städtische Bevölkerung ernährt sich anders; sie verzehrt tendenziell weniger Grundnahrungsmittel und mehr Fleisch und Milchprodukte werden verzehrt.
2. Höheren Einkommen und nicht-nachhaltiger Verbrauch von Ressourcen: Die globale Wirtschaftskraft steigt, wohlhabende Menschen konsumieren mehr Lebensmittel und Güter, die mit viel Wasser und Energie produziert werden. Sie können es sich leisten, wenig effizient und verschwenderisch mit Ressourcen umzugehen.
3. Schlechte Politik und schwache Institutionen: Wenn Politikgestaltung etwa im Bereich Energie nicht daraufhin überprüft wird, welche Konsequenzen sie im Bereich Land- und Wasserverfügbarkeit hat, kann dies zu Fehlentwicklungen führen. Ein Beispiel hierfür ist die Biokraftstoffpolitik der Industrieländer: Wenn Mais und Zuckerrohr zunehmend zur Herstellung von Treibstoffen verwendet werden, steht weniger Land und Wasser für die Nahrungsmittelproduktion zur Verfügung

Anzeichen dafür, dass Energie, Land und Wasser knapper werden, sind unter anderem: steigende Nahrungsmittel- und Energiepreise, ein massiver Anstieg von großflächigen Investitionen in Agrarland (sog. „Land Grabbing“), zunehmende Degradation von Ackerfläche durch zu intensive Bewirtschaftung (zum Beispiel vermehrte Wüstenbildung), eine steigende Anzahl von Menschen, die in Regionen mit sinkendem Grundwasserspiegel lebt, und der Verlust landwirtschaftlicher Fläche durch Klimawandel.
Aus der Analyse der globalen Rahmenbedingungen leiten die Autoren des Welthunger-Index politische Handlungsempfehlungen ab:
- Sicherung von Land- und Wasserrechten.
- Stufenweiser Abbau von Subventionen.
- Schaffung positiver gesamtwirtschaftlicher Rahmenbedingungen
- Investition in landwirtschaftliche Produktionstechnologien, die eine effizientere Nutzung von Land, Wasser und Energie fördern.
- Ausbau von Ansätzen, die zu effizienterer Nutzung von Land, Wasser und Energie entlang der Wertschöpfungskette führen.
- Verhinderung einer Übernutzung natürlicher Ressourcen durch begleitende Analyse von Wasser-, Land- und Energiestrategien sowie landwirtschaftlichen Anbausystemen
- Verbesserung des Zugangs von Frauen zu Bildung und Stärkung ihrer reproduktiven Rechte, um dem demografischen Wandel zu begegnen.
- Steigerung der Einkommen, Reduzierung sozialer und wirtschaftlicher Ungleichheit und Förderung nachhaltiger Lebensstile.
- Minderung des Klimawandels und Anpassung an die Folgen durch eine entsprechende Umorientierung der Landwirtschaft

## Schwerpunktthema im WHI 2011: Steigende und stark schwankende Nahrungsmittelpreise
Der im Oktober des Jahres erschienene Welthunger-Index 2011 trägt den Untertitel Herausforderung Hunger: Wie steigende und stark schwankende Nahrungsmittelpreise den Hunger verschärfen.
Im Vergleich zu 2010 fiel der globale WHI-Wert von 15,1 auf 14,6 (im Jahr 1990: 19,7). Laut dem Bericht geht dieser Rückgang vor allem auf die verbesserte Ernährungssituation von Kindern unter fünf Jahren zurück, deren Anteil an allen Kindern unter fünf Jahren seit 1990 um 8 Prozent zurückging. Im selben Zeitraum ging die Kindersterblichkeit um 3 Prozent zurück. Der Anteil der unterernährten Menschen an der Weltbevölkerung ist seit dem Zeitraum 1995–1997 nahezu unverändert, seit 1990 hat er um 4 Prozent abgenommen.
Steigende und stark schwankende Nahrungsmittelpreise
Als drei wesentliche Ursachen von starker Volatilität, also Preisschwankungen, und Preisanstieg für Nahrungsmittel sieht der Bericht die zunehmende(n)
- Verwendung von sog. Biokraftstoffen („Konkurrenz zwischen ‚Teller und Tank‘“), gefördert durch hohe Ölpreise, Subventionen in den Vereinigten Staaten (über ein Drittel der jeweiligen Maisernte 2009 und 2010) und Beimischquoten in der Europäischen Union, Indien u. a.
- extreme Wetterereignisse infolge des Klimawandels
- Warentermingeschäfte mit Agrargütern, exemplarisch werden steigende Investitionen in Fonds genannt, die auf Agrarprodukte spekulieren (2003: 13 Milliarden US-Dollar, 2008: 260 Milliarden US-Dollar), sowie die zunehmenden Handelsvolumina dieser Güter

Verstärkt werden Volatilität und Preisanstieg laut Bericht durch die Konzentration der Exporte von Grundnahrungsmitteln auf wenige Länder und deren Exportbeschränkungen, den historischen Tiefstand der weltweiten Getreidereserven und die häufige Nichtverfügbarkeit von zeitnahen Informationen über Nahrungsmittelproduktion, -lagerbestände und -preisentwicklungen, die bei den Marktteilnehmern Überreaktionen provozieren. Hinzu kommen saisonale Beschränkungen der Produktionsmöglichkeiten, begrenzte Anbau- und Weideflächen sowie begrenzte Verfügbarkeit von Nährstoffen und Wasser und außerdem die steigende Nachfrage infolge von Bevölkerungswachstum, die Druck auf die Nahrungsmittelpreise ausüben.
Dem Welthunger-Index 2011 zufolge haben Preistrends für arme und hungernde Menschen besonders schwerwiegende Folgen, weil sie kaum in der Lage sind, auf Preisspitzen und rapide Preisschwankungen zu reagieren. Handlungen infolge solcher Entwicklungen können sein: reduzierte Kalorienaufnahme, Kinder nicht mehr zur Schule schicken, riskante Verdienstmöglichkeiten wie Prostitution, Kriminalität und Durchsuchen von Müllhalden und Fortschicken von Haushaltsmitgliedern, die nicht mehr ernährt werden können. Außerdem sieht der Bericht aktuell ein Allzeithoch bei der Unstabilität und Unberechenbarkeit der Nahrungsmittelpreise, die nach Jahrzehnten des leichten Absinkens in der Gegenwart gehäuft Preisspitzen (starker und kurzzeitiger Anstieg) aufweisen.
Auf nationaler Ebene sind besonders Importländer von den Preisschwankungen betroffen, also solche mit negativer Nahrungsmittel-Handelsbilanz. 
Politische Handlungsempfehlungen
- Überprüfung und gegebenenfalls Aussetzung von Beimischquoten und Subventionen für Biokraftstoffe
- Regulierung von Finanzaktivitäten auf Nahrungsmittelmärkten in Form von verschärfter Berichtspflicht, höherem Einlagekapital-Mindestanteil für kurzfristige Termingeschäfte und Verschärfung von Mengen- und Preisgrenzen für den Handel mit Agrarrohstoff-Derivaten
- Reduzierung der Emissionen von Treibhausgasen
- bessere Vorbereitung auf extreme Wetterereignisse
- armutsorientierte Steigerung landwirtschaftlicher Produktion, die mehr Länder befähigen soll, Grundnahrungsmittel zu exportieren
- internationale Nahrungsmittelreserven
- verbesserter Zugang der Marktteilnehmer zu relevanten Informationen, als Beispiele genannt werden das bestehende Famine Early Warning Systems Network und das von den G-20 geplante Agrarmarkt-Informations-System
- Weltweite Verbreitung von funktionierenden Grundsicherungssystemen auf nationaler Ebene
- Förderung von Einkommensmöglichkeiten außerhalb der Landwirtschaft
- Verbesserung der Ausbildungsangebote für Arme in Städten
- kleinbäuerliche, nachhaltige und klimaangepasste Landwirtschaft
- verbessertes Krisenmanagement auch bei langsam einsetzenden Hungerkrisen, analog zum Katastrophenschutz

Einzelnachweise 2011
1. ↑  Klaus von Grebmer, Maximo Torero, Tolulope Olofinbiyi, Heidi Fritschel, Doris Wiesmann, Yisehac Yohannes (IFPRI); Lilly Schofield, Constanze von Oppeln (Concern Worldwide und Welthungerhilfe): Welthunger-Index. Herausforderung Hunger: Wie steigende und stark schwankende Nahrungsmittelpreise den Hunger verschärfen. Bonn/Washington, D.C./Dublin 2011, 68 S.
2. ↑  Kapitel 3: Hohe und volatile Nahrungsmittelpreise verschärfen den Hunger und Kapitel 4: Die Auswirkungen von Preisspitzen und Volatilität auf lokaler Ebene, S. 21. (PDF) In: www.welthungerhilfe.de. Ehemals im Original (nicht mehr online verfügbar); abgerufen am 31. März 2023. (Seite nicht mehr abrufbar. Suche in Webarchiven) – 45.

## Schwerpunktthema im WHI 2010: Frühkindliche Unterernährung
Der Welthunger-Index 2010 erschien im Oktober des Jahres und trägt den Untertitel Herausforderung Hunger. Die Chance der ersten 1000 Tage, was sich auf die ersten 1000 Tages eines Kindes nach der Empfängnis bezieht. Der Bericht befasst sich schwerpunktmäßig mit der Ernährungssituation von Kindern dieses Alters.
Frühkindliche Unterernährung
Besonders von Hunger gefährdet sieht der Welthunger-Index 2010 die Bevölkerungsgruppe der Kleinkinder und weist auf die besondere Lebensbedrohlichkeit und langfristigen Folgeschäden von mangelnder Ernährung in den ersten zwei Lebensjahren hin.
In den Entwicklungsländern sind ca. 195 Millionen Kinder unter fünf Jahren – etwa ein Drittel aller Kinder weltweit – für ihr Alter zu klein und damit unterentwickelt. Fast ein Viertel der unter Fünfjährigen, 129 Millionen, ist untergewichtig und ein Zehntel stark untergewichtig. Über 90 Prozent der unterentwickelten Kinder leben in Afrika und Asien. Allein in Indien leben 42 Prozent aller untergewichtigen Kinder weltweit.
Laut Welthunger-Index umfasst entscheidende Handlungsfenster zur Bekämpfung frühkindlicher Unterernährung den Zeitraum von −9 bis +24 Monaten, also die 1000 Tage zwischen Empfängnis und der Vollendung des zweiten Lebensjahres. Kinder, die in den ersten 1000 Tagen ihres Lebens unzureichend ernährt wurden, können bleibende Schäden davontragen, etwa eine eingeschränkte körperliche und geistige Entwicklung, ein schwaches Immunsystem bis hin zu einer geringeren Lebenserwartung. Nach Vollendung des zweiten Lebensjahres sind die Folgen von Unterernährung größtenteils reversibel.
Politische Handlungsempfehlungen
Auf der Grundlage des publizierten Materials geben die Herausgeber des WHI-Index eine Reihe von Handlungsempfehlungen:
- Priorität von Ernährung bei politischen Entscheidungen
- Bekämpfung indirekter Ursachen von Unterernährung, zum Beispiel durch Programme zur Förderung der Landwirtschaft und sozialen Sicherheit, die insbesondere die „Ärmsten der Armen“[2010 2] betreffen
- Gezielte Ernährungsinterventionen für schwangere sowie stillende Frauen und Kinder unter 2 Jahren, die sich „an bereits erfolgreichen Methoden und lokalen Gegebenheiten orientieren“:[2010 2] Förderung von gesunden Stillpraktiken, einem ausreichenden Impfschutz, angemessener Beikostgaben, des Jodsalzverzehrs und je nach Bedarf die Verfügbarkeit von Nahrungsergänzungsstoffen wie Vitamin A und Zink.
- Förderung der Gleichstellung von Frauen, da der WHI 2010 eine enge Verknüpfung von deren Benachteiligung und mangelhafter Ernährung sieht und sich dabei u. a. auf diverse Autoren beruft; insbesondere die Ernährungssicherheit von Mädchen und jungen Frauen soll mit Hilfe von Programmen erreicht werden, „die sich mit Gesundheit, Ernährung, Bildung und sozialer Sicherung in der Jugend und im frühen Erwachsenenalter befassen“[2010 2]

Einzelnachweise 2010
1. ↑  Klaus von Grebmer, Marie T. Ruel, Purnima Menon, Bella Nestorova, Tolulope Olofinbiyi, Heidi Fritschel, Yisehac Yohannes (IFPRI); Constanze von Oppeln, Olive Towey, Kate Golden, Jennifer Thompson (Concern Worldwide und Welthungerhilfe): 2010 Welthunger-Index. Herausforderung Hunger: Die Chance der ersten 1.000 Tage. (PDF; 3,7 MB) Bonn/Washington, D.C./Dublin 2010, 60 S. (PDF; 3,8 MB).
2. 1 2 3  2010 Welthunger-Index. S. 45. (PDF; 3,7 MB)